# Виспа

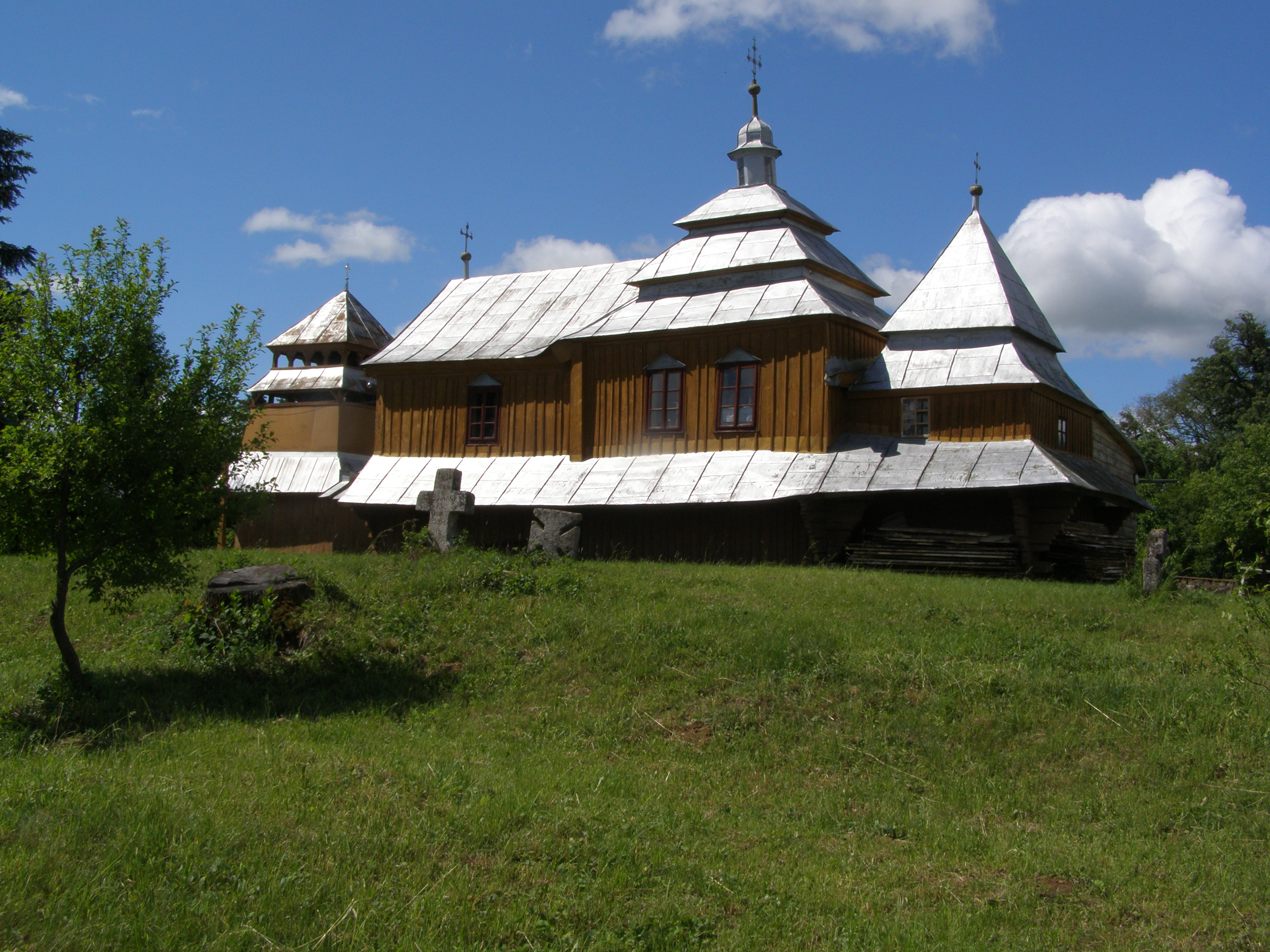
Церква Воздвиження Чесного Хреста 1732

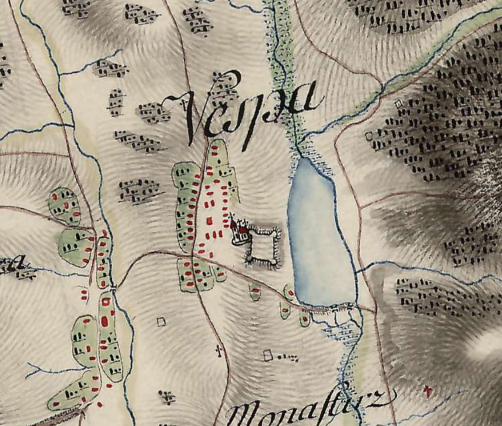
Виспа на мапі фон Міга XVIII століття. Чітко видно що дерев'яний замок-форт стояв на місці теперішнього цвинтаря.

Виспа — село в Україні, у Рогатинській міській громаді Івано-Франківського району Івано-Франківської області.

## Розташування
Мальовниче село, розташоване на півночі району у межиріччі Свіржа та Любешки.
Основна частина села знаходиться на пагорбі, тому доступ до більшої його частини утруднений дотепер (з двох боків у село ведуть дороги, проте схили досить круті, і в зимовий час в'їхати у село тяжко, а в часи давні і поготів.

## Місцевості
В селі знаходились замок (на його місці нині кладовище) - з відстані чітко відстежуються фортифікаційні споруди старого дерев'яного замку (стіни, вежі тощо); василіянський монастир (ігуменом був о. Січинський Теодосій — маляр, різьбяр; монастир існував до 1744 р.). На території села знайдено скарб римських монет II—III ст. ст. н. е., розкопане давньоруське городище. 

Дерев'яна церква с. Виспа

Дотепер при викопуванні місць під поховання зустрічаються залишки старого посуду, інше. Також збереглись назви: «Замок», «Підзамче», «Передмістя». Останнє підтверджує думку, що Виспа мала статус міста (перша документальна згадка про Виспу як містечко датована 1600 р. - таку інформацію, зокрема, наводить львівський історик початку ХХ ст. С.Соханєвич).
Як містечко Виспа згадується подекуди ще в документах кінця XVIII століття (зокрема на відомих топографічних картах Галичини Фрідріха фон Міґа 1779 - 1782 рр.).
У XIX ст. громада Виспа мала власну символіку - печатку з зображенням серпа та коси (відбиток такої печатки, датований 1870 р., зберігся в колекції документів відомого львівського краєзнавця ХІХ ст. Антонія Шнайдера). Станом на 1890 р. населення Виспи (села Рогатинського повіту Королівства Галичини) складали 515 русинів (українців), 95 римо-католиків (з них 64 поляки), 19 євреїв. Діяли сільська школа та позичкова каса.
7 червня 1946 року указом Президії Верховної Ради УРСР хутір Голодівка Виспянської сільради перейменовано на хутір Велесиця.
12 червня 2020 року, відповідно до Розпорядження Кабінету Міністрів України  № 714-р «Про визначення адміністративних центрів та затвердження територій територіальних громад Івано-Франківської області», увійшло до складу Рогатинської міської громади.
19 липня 2020 року, в результаті адміністративно-територіальної реформи та ліквідації Рогатинського району, село увійшло до складу новоутвореного Івано-Франківського району.

## Церква
На сторінках сайту дерев'яні церкви [Архівовано 20 лютого 2020 у Wayback Machine.] описується наступне:
Містечко Виспа згадується коло 1600 року. Тоді, ймовірно, і зведена перша церква. З переказу відомо, що церква існувала вже в часи наїздів татар. В акті візитації 1739 р. описана гарна дерев'яна церква, всередині іконами прикрашена та дерев'яна дзвіниця перед нею. Збудована була вона коштом громади при пароху о. Івану Королику в 1732 році.
Дідич Виспи князь Дмитро Іполит Яблоновський 29 березня 1765 р. надав ерекцію на давні ґрунти і поля, якими володіла церква парохії Воздвиження Чесного Хреста в селі Виспа для о. Миколи Медиського. Церкву перебудовано в 1794 р., замінивши бабинець новим, вкритим двосхилим дахом. 16 жовтня 1794 року її освятив львівський єпископ Петро Білянський. В такому вигляді церква збереглася до наших днів. Церква в користуванні громади УГКЦ. Дана споруда є пам’яткою дерев’яної архітектури державного значення.
За інформацією Церква, священики в історії села [Архівовано 8 жовтня 2014 у Wayback Machine.] одним з найвідоміших парохів церкви Воздвиження Чесного Хреста був  о. Ярослав Нижникевич – молодий священик, перед тим одружений з донькою місцевого пароха о. Стефана Головацького. Саме в приміщенні останнього, у Виспі, молоді гімназисти Ярослав Нижникевич, Кость Кибало, Микола Лебідь, Левко Горинь та інші молоді люди проводили “націоналістичні сходини”. Це був таємний гурток середньошкільної молоді, який поширював заборонені польською владою видання, виховував у національному дусі молодь, здійснював просвітянську роботу, закликав до бойкоту польські товариства.
А рукоположення його на священика відбулося в серпні 1936 року після чого о. Нижникевич отримує призначення сотрудником пароха села Виспи.
Попри свої прямі обов’язки душпастиря займається громадською роботою. Засновує мішаний хор, який
за дуже короткий час отримує визнання своїм світським репертуаром. Разом з дружиною організовує драматичний гурток, дитячий садочок, спортові фестивалі та інші заходи патріотичного характеру для молоді. Тут, у Виспі, в отця народилося троє дітей Марія - Зоряна (2. 06. 1936 р. н.), Нестор (10. 10. 1940 р.н.) і Всеволод (29. 05. 1942 р. н.). Тут його і сім’ю застала Друга світова війна, яку він пережив разом із своїми парохіянами. При необхідності справляв свій душпастирський обов’язок в Мельнянських лісах, де дислокувалися відділи УПА (в "Золотій"). Тут, у Виспі, переховувався по людських хатах від німецької військової жандармерії, категорично запротестувавши проти насильної мобілізації молодих хлопців до відступаючої німецької армії.
З приходом більшовиків в 1949-1950 роках почалися масові арешти та вивози українців-галичан до Сибіру. Були арештовані його сестри Аґафія (Гася), Пелагія (Пазя), Іванка з чоловіком та дітьми. Зазнали переслідування і батьки. Також були арештовані і вивезені брат дружини о. Михайло Головацький і сестра Меланія Дельчишин з чоловіком Левом та дітьми Мартою і Зенком.
Звісно, і отця не минали своєю увагою представники “компетентних органів”. Випробували його різними методами - від “бесід” на природі і в кабінетах до грандіозних по кількості учасників перевірок, ревізій, засідок, опитування парохіян, знайомих та відвертих спроб шантажу. Особливо страшно це виглядало у наступному його пастирському селі Лучинцях, бо на подвір’ї була криївка, а в обійсті в різних місцях була позакопувана націоналістична література та різні документи. Будучи на легальному становищі, о. Нижникевич був змушений прикривати підпільників, виконуючи доручення патріотів боївок ОУН-УПА. В хаті часто бували провідники УПА, у тому числі і Микола Лебідь. Проте ніхто, ніколи і ні за яких обставин не давали навіть приводу пред’явити обвинувачення о. Нижникевичу у його зв’язках з УПА. Хоча підозру таку “органи” мали. Крім того, “опікуни” постійно схиляли до “співпраці”, обіцяли сите та безтурботне життя сім’ї і хорошу кар’єру дітям. Та, отримавши категоричну відмову, врешті відчепились від “окаянного попа”.

## Населення
У 1939 році в селі проживало 670 мешканців (645 українців, 10 латинників, 15 євреїв).

## Відомі люди
- отець Іван Лопачинський — священик УГКЦ, парох Виспи і Миколаєва, зять Григорія Савчинського[6]
- отець  Ярослав Нижникевич - священик УГКЦ, парох Виспи,  Лучинець та Ямниці.